# Ratko Cvitanić
Ratko Cvitanić es un deportista croata que compitió en remo como timonel. Ganó una medalla de plata en el Campeonato Mundial de Remo de 1998, en la prueba de cuatro con timonel.

## Palmarés internacional
| Campeonato Mundial | Campeonato Mundial | Campeonato Mundial | Campeonato Mundial |
| Año                | Lugar              | Medalla            | Prueba             |
| ------------------ | ------------------ | ------------------ | ------------------ |
| 1998               | Colonia (Alemania) | Medalla de plata   | Cuatro con timonel |